# Leichtathletik-Europameisterschaften 1994/400 m der Männer

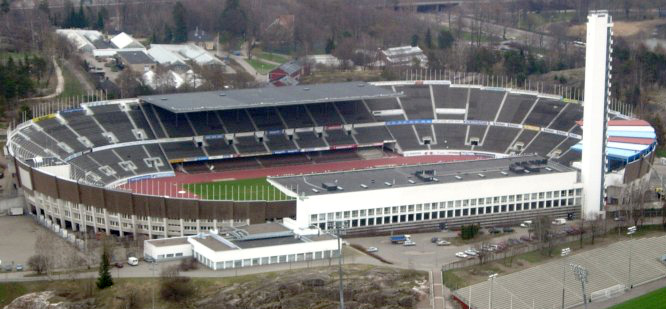
Das Olympiastadion von Helsinki im Jahr 2005

In diesem Wettbewerb gab es einen Doppelsieg für die britischen Läufer. Europameister wurde Du’aine Ladejo. Er gewann vor dem Sieger der letzten beiden Europameisterschaftsaustragungen Roger Black. Bronze ging an den Schweizer Mathias Rusterholz.

## Bestehende Rekorde
| Weltrekord           | 43,29 s | Harry Reynolds   | Zürich, Schweiz              | 17. August 1988   |
| Europarekord         | 44,33 s | Thomas Schönlebe | WM Rom, Italien              | 3. September 1987 |
| Meisterschaftsrekord | 44,72 s | Roger Black      | EM Stuttgart, BR Deutschland | 29. August 1986   |

Der bestehende EM-Rekord wurde bei diesen Europameisterschaften nicht erreicht. Die schnellste Zeit erzielte der britische Europameister Du’aine Ladejo im Finale mit 45,09 s, womit er 37 Hundertstelsekunden über dem Rekord blieb. Zum Europarekord fehlten ihm 76 Hundertstelsekunden, zum Weltrekord 1,80 s.

## Vorrunde
8. August 1994
Die Vorrunde wurde in drei Läufen durchgeführt. Die ersten vier Athleten pro Lauf – hellblau unterlegt – sowie die darüber hinaus vier zeitschnellsten Läufer – hellgrün unterlegt – qualifizierten sich für das Halbfinale.

### Vorlauf 1
| Platz | Name                 | Nation         | Zeit (s) |
| ----- | -------------------- | -------------- | -------- |
| 1     | Roger Black          | Großbritannien | 45,88    |
| 2     | Pierre-Marie Hilaire | Frankreich     | 46,25    |
| 3     | Anton Iwanow         | Bulgarien      | 46,29    |
| 4     | Marco Vaccari        | Italien        | 46,32    |
| 5     | Dmitri Golowastow    | Russland       | 46,48    |
| 6     | Daniel Bittner       | Deutschland    | 46,62    |
| 7     | Kari Louramo         | Finnland       | 46,83    |

### Vorlauf 2
| Platz | Name             | Nation         | Zeit (s) |
| ----- | ---------------- | -------------- | -------- |
| 1     | Du’aine Ladejo   | Großbritannien | 46,50    |
| 2     | Alessandro Aimar | Italien        | 46,52    |
| 3     | Dmitri Kossow    | Russland       | 46,79    |
| 4     | Tomasz Czubak    | Polen          | 46,95    |
| 5     | Tom McGuirk      | Irland         | 47,14    |
| 6     | Lutz Becker      | Deutschland    | 47,52    |

### Vorlauf 3
| Platz | Name                   | Nation         | Zeit (s) |
| ----- | ---------------------- | -------------- | -------- |
| 1     | Mathias Rusterholz     | Schweiz        | 46,12    |
| 2     | Michail Wdowin         | Russland       | 46,61    |
| 3     | Štefan Balošák         | Slowakei       | 46,62    |
| 4     | David McKenzie         | Großbritannien | 46,78    |
| 5     | Nenad Đurović          | BR Jugoslawien | 46,84    |
| 6     | Andrea Nuti            | Italien        | 46,87    |
| 7     | Kai Karsten            | Deutschland    | 47,22    |
| 8     | Evripides Demosthenous | Zypern         | 47,40    |

## Halbfinale
9. August 1994
Aus den beiden Halbfinalläufen qualifizierten sich die jeweils ersten vier Athleten – hellblau unterlegt – für das Finale.

### Lauf 1
| Platz | Name               | Nation         | Zeit (s) |
| ----- | ------------------ | -------------- | -------- |
| 1     | Du’aine Ladejo     | Großbritannien | 45,70    |
| 2     | Michail Wdowin     | Russland       | 45,85    |
| 3     | Mathias Rusterholz | Schweiz        | 45,88    |
| 4     | Anton Iwanow       | Bulgarien      | 46,10    |
| 5     | Daniel Bittner     | Deutschland    | 46,44    |
| 6     | Marco Vaccari      | Italien        | 46,57    |
| 7     | David McKenzie     | Großbritannien | 46,65    |
| 8     | Nenad Đurović      | BR Jugoslawien | 47,44    |

### Lauf 2

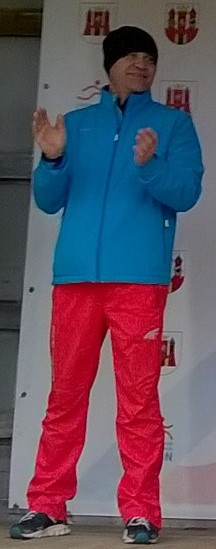
Als Siebter seines Halbfinallaufs erreichte Tomasz Czubak nicht das Finale

| Platz | Name                 | Nation         | Zeit (s) |
| ----- | -------------------- | -------------- | -------- |
| 1     | Roger Black          | Großbritannien | 45,79    |
| 2     | Dmitri Golowastow    | Russland       | 46,05    |
| 3     | Dmitri Kossow        | Russland       | 46,23    |
| 4     | Štefan Balošák       | Slowakei       | 46,32    |
| 5     | Alessandro Aimar     | Italien        | 46,32    |
| 6     | Pierre-Marie Hilaire | Frankreich     | 46,39    |
| 7     | Tomasz Czubak        | Polen          | 47,05    |
| 8     | Kari Louramo         | Finnland       | 47,37    |

## Finale

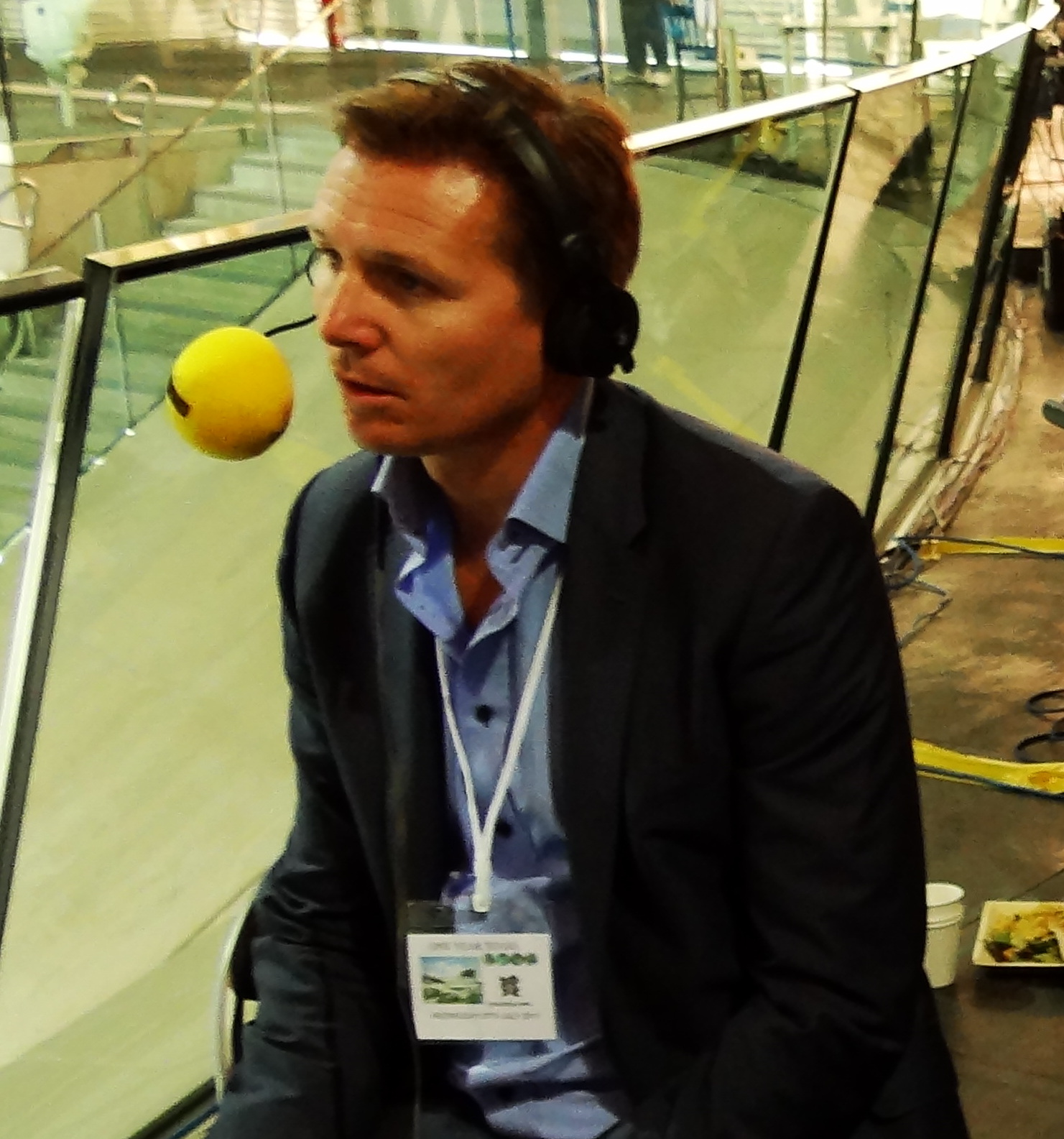
Der wiedererstarkte zweifache Europameister Roger Black (hier im Jahr 2011) wurde Vizeeuropameister

11. August 1994
| Platz | Name               | Nation         | Zeit (s) |
| ----- | ------------------ | -------------- | -------- |
| 1     | Du’aine Ladejo     | Großbritannien | 45,09    |
| 2     | Roger Black        | Großbritannien | 45,20    |
| 3     | Mathias Rusterholz | Schweiz        | 45,96    |
| 4     | Dmitri Golowastow  | Russland       | 46,01    |
| 5     | Anton Iwanow       | Bulgarien      | 46,20    |
| 6     | Michail Wdowin     | Russland       | 46,23    |
| 7     | Štefan Balošák     | Slowakei       | 46,64    |
| 8     | Dmitri Kossow      | Russland       | 46,69    |

## Videolinks
- 4801 European Track & Field 400m Men, www.youtube.com, abgerufen am 31. Dezember 2022
- Men's 400m Final European Champs Helsinki 1994, www.youtube.com, abgerufen am 31. Dezember 2022